# Paul Aguilar
Paul Nicolás Aguilar, född 6 mars 1986 i Concordia, Sinaloa, är en professionell fotbollsspelare (försvarare) som spelar för América.
Aguilar debuterade i moderklubben Pachucas A-lag 2006. Sedan debuten har han spelat fler än 100 ligamatcher samt vunnit ligan, Concacaf Champions League och Copa Sudamericana med klubben.
Aguilar debuterade i det mexikanska landslaget i mars 2010. Han deltog i sin första stora internationella turnering under VM 2010.